# Gustaf Fincke
Gustaf Fincke, född omkring 1510, död omkring 1566, var en svensk ämbetsman och diplomat. Han var far till Gödik Fincke och bror till Jöran Fincke.
Fincke var son till Gödike Fincke och Margareta Gustavsdotter (Slatte). Han förordnades av Gustav Vasa till slottsloven på Stockholms slott, varifrån han förflyttades som hövitsman till Nyslott 1547. Under Nyslott lydde Savolax län, där Fincke var ivrigt verksam för landets uppodling. 1559, då hertig Johan för kronprins Eriks räkning företog den kända friarambassaden till drottning Elisabeth i England, utnämndes Gustaf Fincke till befallningsman över Finland, och slogs för sina förtjänster till riddare vid Erik XIV:s kröning 1561. Efter att samma år utnämnts till ståthållare i Reval, utnämndes han för andra gången till guvernör över Finland 1562 och sändes 1563 med några andra svenska adelsmän till Moskva, för att försöka avvärja ett hotande krig med Ryssland. 1566 kallades han till ståthållare över Finland, Österbotten och Åland, och avled troligen kort därefter.